# Ferrari 275 GTB

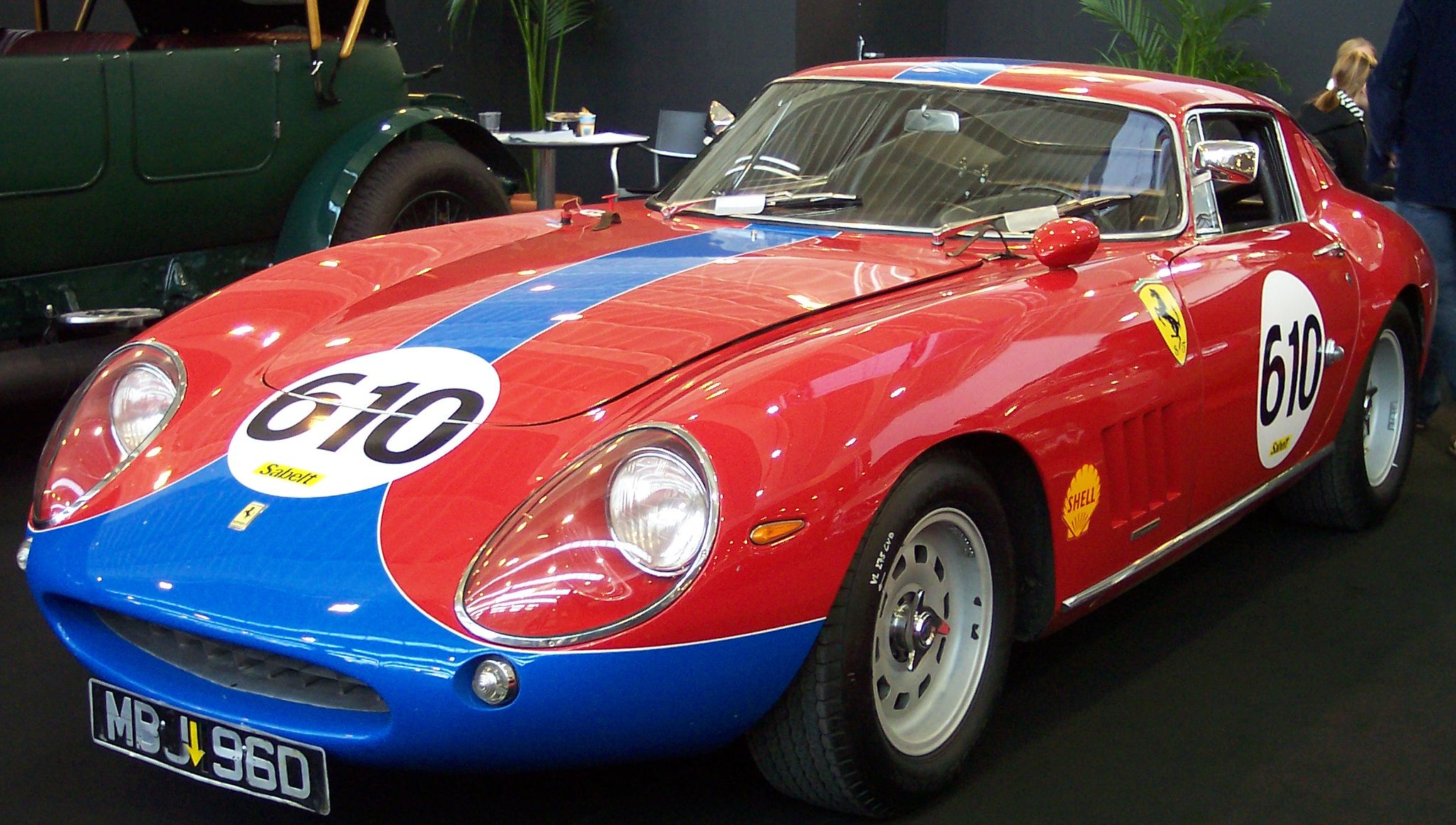
Ferrari 275 GTB/C

Ferrari 275 GTB je sportovní automobil vyráběný italskou automobilkou Ferrari
mezi lety 1964, kdy nahradil model 250, a 1968. Jeho nástupcem se stal typ Ferrari 365 GTB/4, nazývaný také Daytona.
Nejvýznamnější novinkou, kterou dostal model 275, bylo zcela nové nezávislé zadní odpružení, které poskytlo silničnímu vozu kategorie GT dostatečné pohodlí bez omezení rychlé sportovní jízdy.
Design vozu navrhoval Ferrariho častý spolupracovník Pininfarina. Ten se nechal inspirovat
modelem 250 GT. Pod kapotou se ukrýval vidlicový dvanáctiválec (3,3 l). Výkon jeho základní
verze 1xOHC činil 280 koní. Označení 275 v názvu vozu představuje objem jednoho válce v krychlových
centimetrech. Od roku 1968 se vyráběla druhá řada s označením 275 GTB/4 se čtyřmi vačkovými
hřídelem, šesti karburátory a mazáním se suchou klikovou skříní. Výkon se zvýšil na 300 koní. Také
maximální rychlost se zvýšila na 265 km/h. Tyto modely se lišily především delší přídí. Pro
americký trh existoval model GTS s otevřenou střechou, která se od té původní lišila hlavně
předními světlomety. Návrh opět udělal Pininfarina. Kromě těchto modelů vznikly mnohem vzácnější
typy s označením Nart Spider, kterých bylo vyrobeno pouze 9 kusů a model GTB/C s lehkou
hliníkovou karoserií určenou pro závody, kterého se vyrobilo 12 exemplářů.
- Motor: vidlicový dvanáctiválec
- Výkon: 280-300 koní
- Max. rychlost: 240-265 km/h
- Objem: 3286 cm3
- Převodovka: 5stupňová mechanická
- Počet vyr. vozů: 200 (GTB), 280 (GTB/4)